# Francisco de Holanda
Francisco de Holanda (oorspronkelijk Francisco d'Olanda) (Lissabon, 1517 – Lissabon, 1585) was een Portugees humanist en schilder. Hij wordt beschouwd als een van de belangrijkste figuren uit de Portugese renaissance. Hij was ook een essayist, architect en historicus. Hij was van moederszijde een neef van Paus Adrianus VI en een verre oom van Deodoro da Fonseca, Sérgio Buarque de Holanda en zijn naamgenoot Chico Buarque.

## Loopbaan
Francisco begon zijn carrière als een illuminator, in de voetsporen tredend van zijn vader, António d'Holanda - koninklijk illuminator. Hij studeerde tussen 1538 en 1547 in Italië, waar hij de kring rond Vittoria Colonna, een van de notabelen van de Italiaanse renaissance, bezocht en die hem voorzag van toegang tot de grote artiesten van zijn tijd zoals Parmigianino en Michelangelo, die hem in contact bracht met het classicisme.

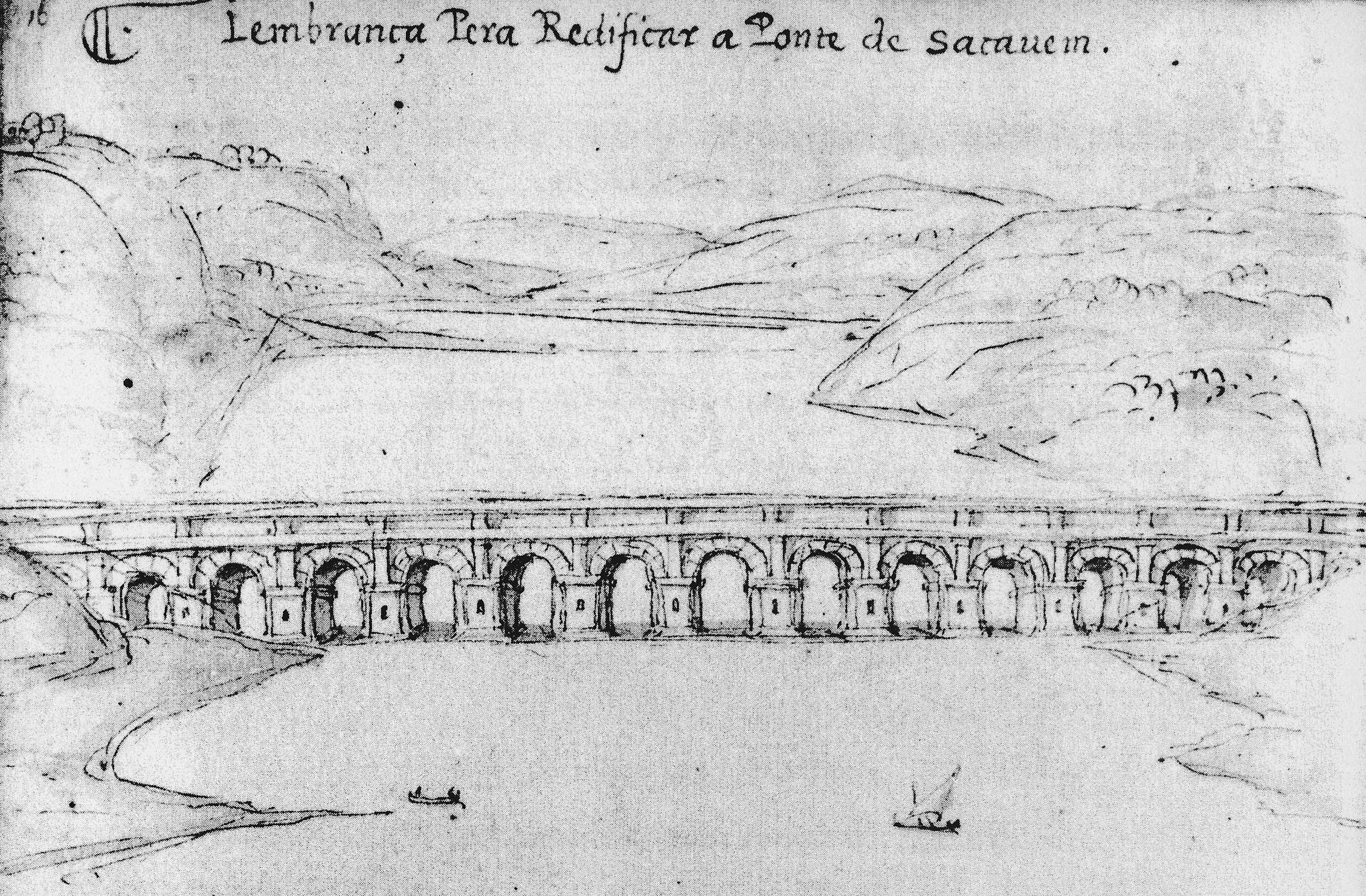
Tekening van de Ponte de Sacavém door Francisco de Holanda uit zijn De fábrica

Na zijn terugkeer in Portugal op 30-jarige leeftijd verwierf hij diverse commissies van onder anderen de aartsbisschop van Évora en de Portugese koningen Jan III (1521–57) en Sebastiaan (1568–78). Francisco was van mening dat originaliteit het belangrijkste doel van een schilder was en hij probeerde de esthetische waarden van de renaissance ook nadrukkelijk tot uitdrukking te brengen in zijn werk waarin teruggegrepen wordt op de natuur en de oudheid. Dit is duidelijk terug te zien in zijn driedelige boekwerk Da Pintura Antiga (1548).
Francisco was verantwoordelijk voor de façade van de Igreja de Nossa Senhora da Graça in Évora, maar schilderde ook portretten, welke het niet allemaal hebben overleefd.

## Werken
Francisco de Holanda was auteur van:
- De aetatibus mundi imagines (1543–1573)
- Da pintura antiga (Lisbon, 1548)
  - Deel II: Diálogos de Roma
- Do tirar polo natural (1549)
- Da fábrica que falece à cidade de Lisboa (Lisbon, 1571)
- De quanto serve a ciência do desenho e entendimento da arte da pintura, na república christâ assim na paz como na guerra (Lisbon, 1571).

## In Nederlandse vertaling
- Francisco de Holanda, Romeinse dialogen. Gesprekken met Michelangelo en Vittoria Colonna, vert. Adri Boon, 1993. ISBN 9789029043113

## Voetnoten
1. ↑  Ronald W. Sousa, "The View of the Artist in Francisco de Holanda's Dialogues",Luso-Brazilian Review 15 (1978), p. 44.

- Bibsys: 90288827
- Biblioteca Nacional de España: XX1017287
- Bibliothèque nationale de France: cb12613316m (data)
- Catàleg d'autoritats de noms i títols de Catalunya: 981058521770706706
- CiNii: DA12425991
- Stuttgart Database of Scientific Illustrators 1450–1950: 8933
- Gemeinsame Normdatei: 118837095
- International Standard Name Identifier: 0000 0001 1768 5921
- Library of Congress Control Number: n79079264
- Nationale Bibliotheek van Tsjechië: jx20041122002
- Nationale bibliotheek van Australië: 35782584
- Nationale Bibliotheek van Israël: 987007438585605171
- Nederlandse Thesaurus van Auteursnamen: 068720149
- RKD-Nederlands Instituut voor Kunstgeschiedenis: 28968
- Istituto Centrale per il Catalogo Unico: SBLV148761
- LIBRIS: 310239
- Système universitaire de documentation: 02891807X
- Trove: 1085195
- Union List of Artist Names: 500024107
- Virtual International Authority File: 68951231
- WorldCat: E39PBJbtmmjQf79YQb3wWP8jYP